# Милорад Кнежевич
Мілорад Knežević (серб. Милорад Кнежевић; нар. 31 жовтня 1936, Цетинє - 31 березня 2005, Белград) – сербський шахіст, гросмейстер від 1976 року.

## Шахова кар'єра
Починаючи з 1960 року неодноразово брав участь у фіналі чемпіонату Югославії, 1977 року в Загребі поділивши 3-тє місце (разом з Бояном Кураїцою і Божидаром Івановичем). Того ж року виступив у Москві на командному чемпіонаті Європи, вигравши у командному заліку бронзову медаль. 1978 року повторив успіх у фіналі чемпіонату країни, який відбувся в Белграді, знову поділивши 3-тє місце.
досягнув низки успіхів на міжнародних турнірах належали, зокрема: поділив 2-ге місце в Любліні (1968), посів 1-ше місце в Старому Смоковці (1974 і 1975), посів 2-ге місце в Рімавскій Соботі (1974), поділив 2-ге місце в Поляниці-Здруй (1976, Меморіал Рубінштейна), посів 1-ше місце в Крагуваєці (1977), поділив 1-ше місце в Сараєво (1979, турнір Босна, разом з Бояном Кураїцою та Іваном Фараго), поділив 2-ге місце в Камагуеї (1987, турнір B Меморіалу Капабланки) і поділив 3-тє місце у Белграді (1993).
З 1995 року не виступав у турнірах під егідою ФІДЕ.